# Frédéric Ier de Montefeltro
Frédéric Ier de Montefeltro (Urbino, ... – 1322) est un militaire et condottiere italien, comte d'Urbino, seigneur de Cagli, Fano et Pise qui fut actif au XIVe siècle. 

## Biographie
Frédéric qui est le fils de Guido da Montefeltro et le père de Nolfo et Niccolò appartenait à la faction des gibelins.
En 1300, avec ses cousins Galasso da Montefeltro et  Uberto Malatesta ainsi qu'Uguccione della Faggiola il combattit contre Pérouse à la bataille de Gubbio.
En 1302, il devint podestat d'Arezzo et à leur tête en 1303 combattit les guelfes de Florence et Sienne, qu'il battit à Cennina près de Bucine. Par la suite il affronta les guelfes de Pérouse qui guidés par Cante Gabrielli repoussèrent ses attaques.
En 1305, il passa au service du légat pontifical Napoléon Orsini pour combattre Pandolfo Malatesta, et au cours de la même année, conclut une alliance militaire avec son cousin Speranza da Montefeltro créant la Lega degli amici della Marca, qui reunissait plusieurs communes des Marches.
En 1307, il défit les Malatesta dans les Marches et en Romagne.
En 1309, il fut nommé podestat de Pise prenant la tête de la Lega degli amici della Marca, et conquit Ancone. 
Grâce à ce succès militaire, en 1310 il fut nommé capitaine général des contingents militaires italiens de l'armée impériale d'Henri VII du Saint-Empire. 
À la tête des troupes imperiales, il guerroya en Toscane contre les florentins, dévastant leurs territoires, puis en Ombrie contre Città di Castello.
En 1317, il fut en conflit contre les armées pontificales et les Malatesta auxquels il prit les communes de Urbino, Recanati et Fano, puis les années suivantes il chassa les guelfes des communes de Spoleto et Nocera Umbra.
En 1320, il passa au service de l'évêque aretin Guido Tarlati pour combattre contre Ancone, dévastant pendant une longue période son territoire.
En 1322, il retourna à Urbino où éclata une révolte populaire contre les Montefeltro. Frédéric qui fut attaqué dans son château par les forces populaires ainsi que par ses ennemis se rendit avec son fils Guido la corde au cou, demandant clémence au peuple, mais les habitants le 26 avril 1322 les exécutèrent tous les deux.